# 狗勇士
狗勇士（Survivors）是一部由一群英國作家以笔名艾琳·杭特（Erin Hunter）共同写作的一系列奇幻文學和动物小说。為艾琳·杭特繼貓戰士、熊行者後第三部出版的動物奇幻小說。狗勇士系列的主要創作者為艾琳·杭特中的吉琳恩‧菲利浦 (Gillian Philip)。

## 內容簡介
本作以狗的視角描述，在摧毀城鎮的大地震發生後，過往不與其他狗兒來往的獨行犬「幸運」如何帶領一群寵物犬，在沒有人類照料下繼續生存，並面對自然的種種險惡。

## 專有名詞
- 長爪

即狗視角中的「人類」。
- 拴鍊犬

長期被長爪照顧的狗兒，即人類稱的寵物犬。
- 獨行犬

不依賴長爪，也不投靠狗幫，獨立生存的狗兒。
- 荒野狗幫犬

在野外生存的群狗，這些狗兒必須遵從狗幫幫規，並且忠誠於所隸屬的狗幫。「艾爾帕」為狗幫中最崇高的稱呼，通常也意指老大。
- 鬥犬

在鬥犬花園生存的一群狗，這些狗殘暴兇猛，是可怕的存在。
- 大咆嘯

指狗兒視角的地震
- 利爪

指狗兒視角的貓
- 巨毛怪

狗兒視角的熊

## 首部曲

### 倖存者
倖存者（The Empty City）:是時候讓狗主宰荒野了。
幸運(Lucky)是一隻金毛的混種狗，有著一個助於他活下去的鼻子。他是一隻獨行犬，只仰賴他的生存本能混日子。其他狗有狗幫，但他只能孤軍奮戰。緊接著大咆哮便降臨。地面裂了開來、收容所被毀，甚至所有的長爪都不見了。現在幸運被困在一個沒有食物、只有汙水和仇敵環伺的新世界。他和其他被拋棄的夥伴都在這裡，包括他的手足--栓鍊犬貝拉。依賴其他狗(以及他們指望他)帶來另幸運不知所措的新危機，但他自己一人不能倖存 ，他是否真的有機會成為狗幫的一份子?

### 暗藏敵影
暗藏敵影（A Hidden Enemy）:狗幫間的界線將日漸模糊--而不是每隻狗都能倖存。
貝拉與栓鍊犬們終於定居在森林中了。但兇猛的荒野狗幫聲稱森林已為他們所有。他們那具威脅性的艾爾帕為了確保能獨吞領地絕不善罷干休。自大咆哮後，幸運已經教導栓鍊犬許多有關生存的方法，因此他們拒絕退縮。貝拉正盤算著一個計劃:一個需要倚靠幸運的狡猾及高智商。雖然幸運對先前的獨行犬生活感到懷念，他仍同意幫助他們，深知在他朋友們未脫離危險前不能離開。他將不止一次地被挑戰--而他真正的忠誠將被確認。是和栓鍊犬與貝拉?或是荒野狗幫及甜心?答案即將揭曉!

### 黑暗降臨
黑暗降臨（Darkness Falls）

### 逆境求生
逆境求生（The Broken Path）

### 絕處逢生
絕處逢生（The Endless Lake）

### 風暴來襲
風暴來襲（Storm of Dogs）

## 二部曲 ：黑暗聚集
二部曲黑暗聚集（The Gathering Darkness）的主角是雷霆(Storm)。她和飛羽(Arrow)、耳語(Whisper)、甲蟲(Beetle)、荊棘(Thorn)以及幸運和甜心的四個孩子將扮演著重要的角色。

### 狗幫分裂(暫譯)
狗幫分裂（A Pack Divided）

### 死亡之夜(暫譯)
死亡之夜（Dead of Night）

### 潛進陰影(暫譯)
潛進陰影（Into the Shadows）

### 血紅之月(暫譯)
血紅之月（Red Moon Rising）

## 電子書

### 艾爾帕的故事
艾爾帕的故事（Alpha's Tale）

### 甜心的旅程
甜心的旅程（Sweet's Journey）

### 月亮的抉擇
月亮的抉擇（Moon's Choice）

## 主要角色
- 幸運 （Lucky）

首部曲主角。原是獨行犬，為金色長毛的喜樂蒂獵犬，性格聰明且獨立，幼年名叫亞普。甜心的伴侶，與她生下四個孩子。現任荒野狗幫的貝塔。
- 貝拉 （Bella）

原來是拴鍊犬，金色長毛的喜樂蒂獵犬，是幸運的妹妹，幼年名叫嘰喳。飛羽的伴侶。已於2-3離開荒野狗幫。
- 甜心（Sweatheart)

原來荒野狗幫的貝塔，現任艾爾帕，幸運的伴侶，擁有四名幼犬
- 瑪莎 （Martha）

原來是拴鍊犬，個性溫柔又善良的紐芬蘭犬，腳有蹼擅長游泳。後被艾爾帕殺死。
- 麥基 （Mickey）

原來是拴鍊犬，領悟力極高且動作敏捷的母邊境牧羊犬。史奈普的伴侶。
- 布魯諾 （Bruno）

原來是拴鍊犬，強壯的鬆獅混德國牧羊犬。在2-4被微風殺死。
- 陽光 （Sunshine）

原來是拴鍊犬，責任心強的長毛馬爾濟斯。現任荒野狗幫的歐米茄
- 黛西（Daisy)原為栓鍊犬，活潑好動，西高地白梗及傑克羅素梗混種。
- 荊棘(Thorn)英國獒犬混邊境牧羊犬。毛絨絨的黑狗，臉黑白相間。少了一條腿。